# 마다가스카르짧은꼬리쥐속
마다가스카르짧은꼬리쥐속(Brachyuromys)은 쥐아목 붉은숲쥐과에 속하는 설치류 속이다. 2종을 포함하고 있다.

## 특징
작은 설치류로 꼬리 길이 60~105mm를 제외한 몸길이가 145~180mm이고 몸무게는 최대 105g이다.

## 분포
마다가스카르섬의 토착종으로 나무 위에서 주로 생활하는 수상성 동물이다.

## 하위 종
2종이 알려져 있다.
- 베칠레오짧은꼬리쥐 (B. betsileoensis)
- 마다가스카르짧은꼬리쥐 (B. ramirohitra)